# Friedrich Grütter

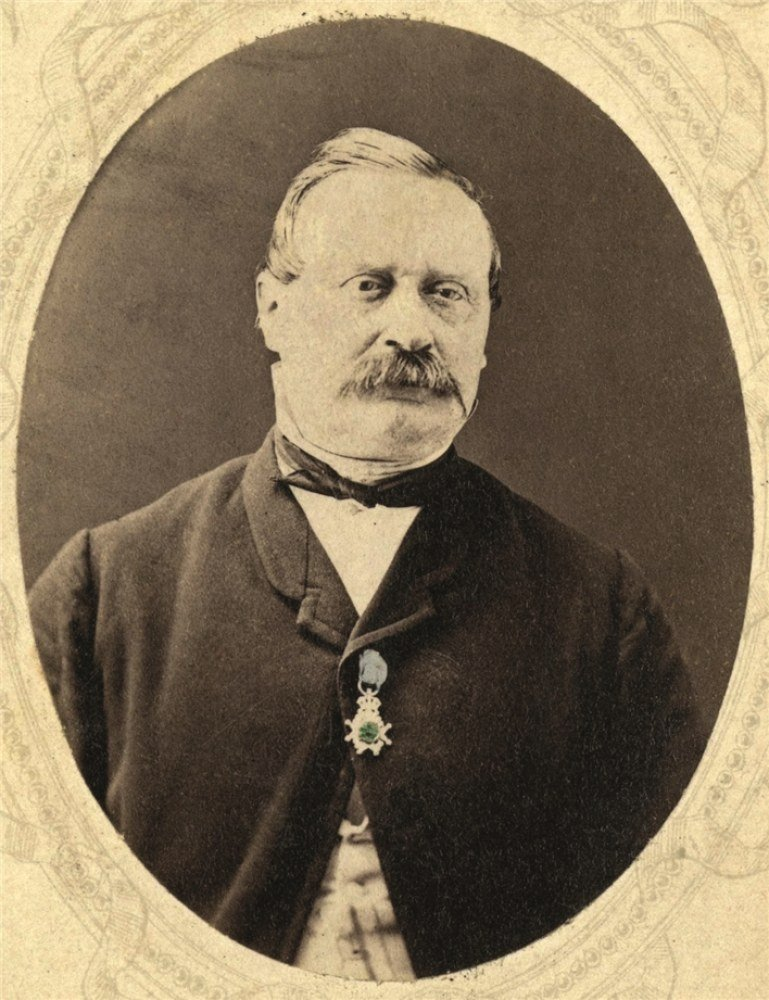
Porträt Grütters mit dem Guelphenorden

Friedrich Grütter, vollständiger Name Conrad Friedrich Grütter, genannt Fritz (geboren 14. November 1820 in Walsrode; gestorben 26. April 1899 ebenda) war ein deutscher Kaufmann, Amtsvogt, Kommunalpolitiker, Journalist, Schriftsteller, Heimatkundler und Anhänger der Welfen.

## Leben
Grütter steht am Beginn des Dritten Walsroder Hauptzweiges des Geschlechtes Grütter, die sich in Norddeutschland seit dem 16. Jahrhundert nachweisen lässt. Er wurde noch vor Beginn der Industrialisierung im Königreich Hannover in Walsrode geboren, wo er anfangs die Walsroder lateinische, zweite Schule des Pastors Woermann besuchte, seine weiteren Jugendjahre dann aber am Rhein verlebte. Nach dem Tod seines Vaters kehrte er nach Walsrode zurück, wo er zunächst als Kaufmann tätig wurde in dem von seinem Vater ererbten Walsroder Haus Nummer 80, das später unter der Adresse Hindenburgplatz 5 bekannt war.
1849 war er einer der Mitbegründer des Schützenkorps Walsrode, dem er dann zeitlebens als Kommandeur vorstand. Aus seinen beiden Ehen entsprangen 13 Kinder.
Ab 1852 wirkte Grütter rund zwei Jahrzehnte als Bürgermeister der Stadt Walsrode. In diesem Zeitraum initiierte er 1863/1865 unter anderem das Welfendenkmal auf dem Kirchplatz seiner Heimatstadt. Zeitweilig parallel zu seinen Aufgaben als Bürgermeister nahm er zudem die Aufgaben als Amtsvogt in Amt Fallingbostel wahr.

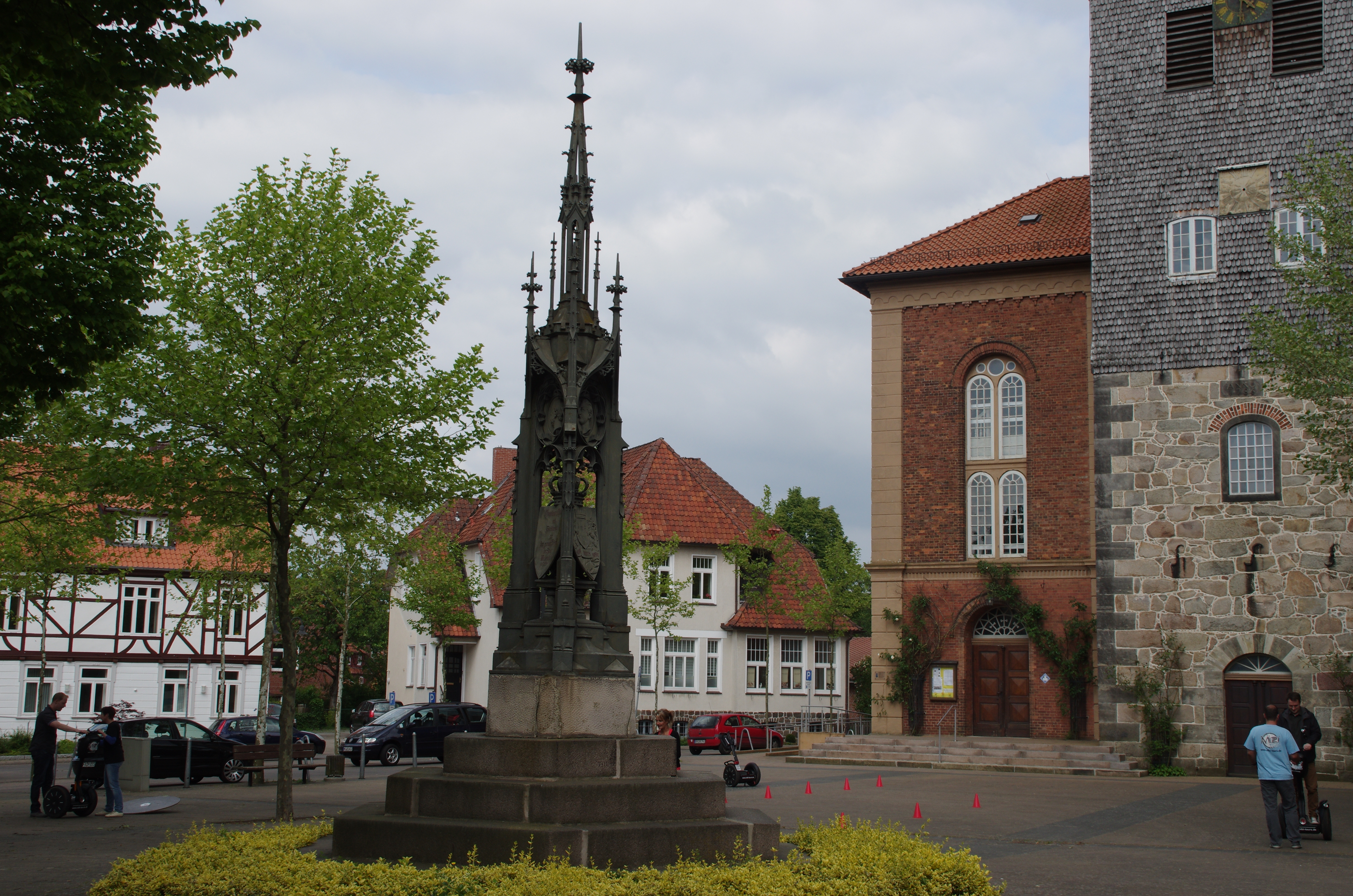
Welfendenkmal auf dem Kirchplatz in Walsrode

Grütter war eines der führenden Mitglieder der „Welfenpartei“ und schrieb unter anderem als stellvertretender Redakteur der in Hannover erschienenen Deutschen Volkszeitung.
Friedrich Grütter, der zeitweilig auch in Hannover wirkte, arbeitete nach der Gründung des Deutschen Reichs ab 1871 und bis in sein Todesjahr als Journalist und Buchautor und wurde sowohl als Heimatschriftsteller als auch als Historiker bekannt. Zudem verfasste er von 1880 bis 1895 die Grüttersche Chronik.
Er war Mitglied des Historischen Vereins für Niedersachsen, Genosse des Freien Deutsches Hochstifts in Frankfurt am Main und Träger des Guelphenordens.
Friedrich Grütter wurde auf dem Friedhof des Klosters Walsrode beigesetzt.

## Ehrungen
- Die Grütterstraße in Walsrode wurde nach dem Heimatschriftsteller benannt.[2]

## Schriften (Auswahl)
- Allerlei Leute. Heitere und ernste Bilder aus der Haidmark Norden, Soltau 1878.
- Er muss sich annehmen lassen! Lustspiel in 3 Acten. [o. O.], 1879.
- Friedrich Gruetter: Ein Gedenkbuch zur Erhebung und Erbauung der Hannoveraner für jeden Tag im Jahre, nebst Kalendarium bemerkenswerther Ereignisse, von F. Grütter, vorm. Bürgermeister in Walsrode Druckerei Arnold Weichelt, Hannover 1879.
- Hannovers Ruhm und Trost. Ein Gedenkbuch zur Erhebung und Erbauung der Hannoveraner für jeden Tag im Jahre, nebst Kalendarium bemerkenswerther Ereignisse. Arnold Weichelt, Hannover 1879.
- Aus glücklichen Tagen. Erinnerungen an Se. Maj. den hochsel. König Georg V. von Hannover, nebst einer photographischen Abbildung des Welfendenkmals in Walsrode. Weichelt, Hannover 1880.
- Aus Wald und Haide. Gedichte. Weichelt, Hannover 1881.
- Hannoversche Geisterstimmen. Traumbilder eines verwundeten Kriegers. Patriotisches Festspiel mit 24 Bildern Weichelt, Hannover 1884.
- Stiftung des Klosters Walsrode durch den Grafen Walo. Festschrift zu der am 5. August 1886 stattfindenden 900jährigen Stiftungs-Feier des Klosters. Gronemann, Walsrode 1886.
- Fr. Grütter (Hrsg.): Deutsch-hannoverscher Volkskalender für das Jahr Christi 1888. Weichelt, Hannover 1888.
- Erinnerungen eines Hannoveraners aus dem Jahre 1848. Weichelt, Hannover 1889.
- Die Schlacht bei Langensalza, ihre Ursachen und Folgen. Festschrift zum 25jährigen Jubiläum der Schlacht bei Langensalza, 1866. In: Deutsche Volkszeitung. Hannover 27. Juni 1891.
- Er muß sich annehmen lassen! Lustspiel in 5 Acten, 2. Auflage, Grütter, Hannover 1895.
- Otto Jürgens (Hrsg.), Friedrich Gruetter (Verf.): Der Loin-Gau. Ein Beitrag zur älteren Geschichte des Fürstenthums Lüneburg (= Veröffentlichungen zur niedersächsischen Geschichte, Band 4), Sonderdruck aus: Hannoversche Geschichtsblätter. M.& H. Schaper, Hannover 1901; (Google-Books).